# Angatia rondoniensis
Angatia rondoniensis är en svampart som beskrevs av Bat., J.L. Bezerra & Castr. 1966. Angatia rondoniensis ingår i släktet Angatia och familjen Saccardiaceae.   Inga underarter finns listade i Catalogue of Life.